# The Freeman
The Freeman — прекративший существование американский либертарианский журнал, издававшийся Фондом экономического образования. Основан в 1950 году Джоном Чемберленом, Генри Хэзлиттом и Сюзанн ля Фолетт. Журнал был куплен компанией — владелицей фонда в 1954, и фонд стал напрямую управлять журналом в 1956.
В сентябре 2016 ФЭО объявил о прекращении выпуска Freeman.

## Предыстория
Ряд более ранних публикаций, выпущенных под именем Freeman, идейно предвосхищали появившийся в 1950 журнал.

### The Freeman (1920—1924)
C 1920 по 1924 Альберт Джей Нок, либертарианский автор и общественный критик, был главным редактором еженедельника под названием The Freeman.
Его сооснователями был заместитель главного редактора, Фрэнсис Нельсон, британский автор и бывший член Палаты Общин Великобритании, совместно со своей женой. Ранее Нельсоны уже финансировали The Nation, когда Нок был одним из авторов. Нок предложил Сюзанне, которую он знал в качестве автора The Nation, поучаствовать в его новом начинании в качестве помощника редактора, с Вальтером Фюллером в качестве ведущего редактора.
Среди авторов числились также: Конрад Эйкен, Торстейн Веблен, Бертран Рассел, Томас Манн, Льюис Мамфорд, Карл Сэндберг. В марте 1930 Сюзан пыталась возродить журнал под названием The New Freeman, однако через год эта попытка провалилась.

### The Freeman (1937—1942)
В 1937, Фрэнк Ходоров основал другой журнал под названием The Freeman. Тогда это был ежемесячник, продвигавший идеи Генри Джорджа и издававшийся Школой Общественных Наук Генри Джорджа. Определённо, данное издание не было попыткой возродить еженедельник Нока, однако он значился в журнале как автор ряда статей.
В 1939 Леонард Рид, на тот момент менеджер торговой палаты Лос-Анджелеса, создал небольшой издательский дом под названием Pamphleteers, Inc. с целью публикации либертарианских трудов, начав с Give me the Liberty Роуз Уилдер Лейн. Pamphleteers использовали «The Freeman» как собирательное название для своей серии книг.

## Ранние годы
Новый журнал был открыт в 1950 усилиями Джона Чемберлена, Генри Хэзлитта и Исаака дон Левине. Чемберлен и Хэзлитт писали для антикоммунистического журнала Plain Talk, в котором Иссак был редактором. Всех троих не удовлетворяла негативная повестка противостояния коммунизму, поэтому они хотели создать проект с более созидательным посылом. Они вложили в финансирование издания 200 000$, при помощи Альфреда Кольберга (одного из основателей Plain Talk). Левине вышел из дела перед началом публикации, поэтому Чемберлен и Хэзлитт нашли Сюзанн, работавшую в The Freeman Нока и в Plain Talk. Управление нового издания включало в себя рекламного агента Лоурэнса Фэртига, правоведа Роско Паунда и экономистов Людвига фон Мизеса и Лео Вольмана. Во главе также был Леонард Рид, основавший ФЭО в 1946 году.
Журнал был запущен в октябре 1950 и имел 6000 подписчиков, в основном среди читателей Plain Talk, прекратившего публикацию в мае. Данный журнал создавался в коммерческих целях, и к 1952 году он достиг отметки в 22 000 постоянных читателей и практически вышел на самоокупаемость. Однако, внутренние разногласия насчет редакционной политики мешали работе. Вследствие конфликтов, связанных с разногласиями в отношении кандидатов на пост президента, Хэзлитт покинул журнал в октябре 1952, однако Чемберлен и ля Фолетт ушли к февралю 1953, в результате чего Хэзлитт вернулся как единственный редактор, и окончательно ушел в отставку лишь в начале 1954.